# Maksim Chudiakow
Maksim Siergiejewicz Chudiakow, ros. Максим Сергеевич Худяков (ur. 18 sierpnia 1986 w Ust-Kamienogorsku, Kazachska SRR) – kazachski hokeista, reprezentant Kazachstanu.
Jego brat Siergiej (ur. 1987) także został hokeistą.

## Kariera
- Mietałłurg 2 Magnitogorsk (2002-2003)
- Sibir 2 Nowosybirsk (2003-2004)
- Barys Astana (2004-2005)
- Gorniak Rudnyj (2005)
- Kazakmys 2 Karaganda (2005-2006)
- Mietałłurg Sierow (2006)
- Saryarka Karaganda (2006-2009)
- HK Riazań (2009-2010)
- Barys Astana (2010-2012)
  -  Barys Astana 2 (2010-2012)
- HK Astana (2012)
- Saryarka Karaganda (2012-2013)
- Bierkut Karaganda (2013)
- HK Riazań (2013)
- Jertys Pawłodar (2014-2015)
- Barys Astana (2015-)
- Jertys Pawłodar (2017-2018)
- Ałtaj Torpedo Ust-Kamienogorsk (2018-2022)
- Torpedo Ust-Kamienogorsk (2020-2022)

Wychowanek Torpeda Ust-Kamienogorsk. Od stycznia 2014 zawodnik Jertysu Pawłodar. Od końca października 2015 ponownie zawodnik Barysu Astana. Od 2017 był zawodnikiem Bejbarysu Atyrau, a w czerwcu 2018 przeszedł do Ałtaju Torpedo Ust-Kamienogorsk. W sierpniu 2022 zakończył karierę.
Uczestniczył w turniejach mistrzostw świata 2011 (Dywizja I), 2015 (Dywizja I), 2016 (Elita).

## Sukcesy
Reprezentacyjne
- Złoty medal zimowych igrzysk azjatyckich: 2011
- Awans do MŚ Elity: 2011, 2015

Klubowe
- Srebrny medal mistrzostw Kazachstanu: 2011 z Barysem Astana 2
- Srebrny medal mistrzostw WHL: 2013 z Saryarką Karaganda
- Złoty medal mistrzostw Kazachstanu: 2014, 2015 z Jertysem Pawłodar
- Puchar Kazachstanu: 2014 z Jertysem Pawłodar

Indywidualne
- Mistrzostwa Świata Juniorów w Hokeju na Lodzie 2006/I Dywizja#Grupa B: czwarte miejsce w klasyfikacji asystentów turnieju: 3 asysty[7]